# Tertiogenitur
Die Tertiogenitur (lateinisch für „Drittgeborene“) ist ein historisches Rechtskonstrukt.
Es bezeichnet eine Abfindung, die dem Drittgeborenen oder dessen Linie nach der Bestimmung mancher fürstlichen Hausgesetze gewährt wird, meistens ein Vermögenskomplex, früher auch zuweilen eine Entschädigung an Land und Leuten.
Auch die Erblinie selbst wird damit bezeichnet, und die Erbfolge.
Beispiele gibt es im habsburgischen Haus, dessen Primogenitur die österreichische Monarchie war, während die Sekundogenitur von 1765 bis 1859 das Großherzogtum Toskana und die Tertiogenitur von 1771 bis 1859 das Herzogtum Modena war
(Haus Österreich-Este).
Als Ergebnis der Friedensverträge von Campoformio im Jahr 1797 und Lunéville im Jahr 1801 büßten die Habsburger ihre italienischen Besitzungen und damit die Sekundogenitur Toskana und die Tertiogenitur Modena zwischenzeitlich ein.
Durch die Beschlüsse auf dem Wiener Kongreß erhielt Österreich seine italienischen Besitzungen und damit die Sekundo- und die Tertiogenitur wieder zurück.
Beim bourbonisch-spanischen Herrschaftshaus wurde in Italien das Königreich Sizilien dem zweitgeborenen spanischen Prinzen Karl als Sekundogenitur, und dem drittgeborenen das Herzogtum Parma als Tertiogenitur zugewiesen.